# Liste der Kulturdenkmale in der Neustadt (Dresden)
Die Liste der Kulturdenkmale in der Neustadt umfasst die Kulturdenkmale der Dresdner Gemarkung Neustadt. Grundlage bildet das vom Landesamt für Denkmalpflege Sachsen verfasste Denkmalverzeichnis.
Komplett in der Gemarkung liegt das Denkmalschutzgebiet Preußisches Viertel (in Kraft gesetzt am 21. Januar 2000), anteilig zur Neustadt gehört außerdem das Denkmalschutzgebiet Elbhänge (in Kraft gesetzt am 28. März 1997). Darüber hinaus war die Innere Neustadt von 1993 bis 2011 als Fördergebiet Städtebaulicher Denkmalschutz klassifiziert.
Die Neustadt ist die Dresdner Gemarkung mit den meisten Kulturdenkmalen – aus zwei wesentlichen Gründen: Einerseits trug sie trotz ihrer zentralen Lage vergleichsweise geringe Schäden durch die Luftangriffe auf Dresden 1945 davon und weist in weiten Teilen noch einen dichten und alten Baubestand auf. Andererseits ist die Ausdehnung der Neustadt ausschlaggebend; sie ist die Gemarkung mit den meisten Flurstücken Dresdens (5125) sowie nach der Dresdner Heide die zweitgrößte Gemarkung der Stadt. Sie gliedert sich in die Stadtteile Innere Neustadt, Äußere Neustadt, Leipziger Vorstadt, Radeberger Vorstadt und Albertstadt.
Aufgrund der hohen Anzahl der Kulturdenkmale sind die Kulturdenkmale der Gemarkung auf die einzelnen Stadtteile aufgeteilt:
- Liste der Kulturdenkmale in der Albertstadt
- Liste der Kulturdenkmale in der Äußeren Neustadt (Dresden, A–K) und Liste der Kulturdenkmale in der Äußeren Neustadt (Dresden, L–Z)
- Liste der Kulturdenkmale in der Inneren Neustadt
- Liste der Kulturdenkmale in der Leipziger Vorstadt (A–H) und Liste der Kulturdenkmale in der Leipziger Vorstadt (I–Z)
- Liste der Kulturdenkmale in der Radeberger Vorstadt

Die Stadtteile Äußere und Innere Neustadt liegen vollständig in der Gemarkung Neustadt. Zahlreiche Kulturdenkmale des Stadtteils Radeberger Vorstadt liegen in der Gemarkung Loschwitz, zahlreiche Kulturdenkmale des Stadtteils Pieschen-Süd liegen in der Gemarkung Neustadt und sind in der Liste der Kulturdenkmale in der Leipziger Vorstadt aufgenommen.